# Siegfried Liebau
Siegfried Liebau (* 12. Januar 1911 in Schochwitz; † 20. April 1995) war ein deutscher SS-Obersturmbannführer, Anthropologe und Mediziner.

## Leben
Liebau war der Sohn eines Pfarrers und entfernt mit Otmar Freiherr von Verschuer verwandt. Nach dem Abschluss seiner Schullaufbahn absolvierte er ein Studium der Medizin und promovierte 1936 mit einer Dissertation namens: Über Hämangiome des Ohres zum Dr. med. Anfang der 1930er Jahre arbeitete Liebau gemeinsam mit seinem Bruder Gerhard unter deren Cousin Ernst-Robert Grawitz am Berliner Krankenhaus Westend. Mitte der 1930er Jahre heiratete Libau Ingeborg von Ekesparre, die er über Otmar Freiherr von Verschuer kennengelernt hatte.
Liebau beantragte am 1. Juli 1937 die Aufnahme in die NSDAP und wurde rückwirkend zum 1. Mai desselben Jahres aufgenommen (Mitgliedsnummer 4.158.861). Er schloss sich auch der SS an (SS-Nummer 276.969), bei der er Ende Januar 1945 bis zum SS-Obersturmbannführer aufstieg. Nach dem 1936 erfolgten Beitritt zur SS gehörte er der SS-Verfügungstruppe an und war als Assistenzarzt in der Chirurgie am SS-Lazarett in Berlin beschäftigt. Liebau wechselte 1938 ins Rasse- und Siedlungshauptamt (RuSHA). Ab November 1938 war Liebau Adjutant an der SS-Ärztlichen Akademie in Berlin. Liebau publizierte 1940 unter dem Titel: Die operative Behandlung der männlichen Sterilität einen Beitrag in der Zeitschrift Der Erbarzt, deren Herausgeber Verschuer war. Zwischen Mai 1940 und dem 25. Oktober 1942 arbeitete Liebau als Personalreferent sowie Hauptabteilungsleiter am Sanitätsamt der Waffen-SS in Berlin. Sein Vorgesetzter war dort Karl Genzken.
Zwischen Anfang Dezember 1942 und Oktober 1943 war Liebau wissenschaftlicher Assistent Verschuers am Kaiser-Wilhelm-Institut für Anthropologie, menschliche Erblehre und Eugenik (KWI-A) in Berlin-Dahlem. Liebau war in den ersten Monaten des Jahres 1943 im KZ Auschwitz-Birkenau anwesend. Dort fotografierte er für Verschuers Assistentin Karin Magnussen Angehörige einer Sinti-Familie, die heterochrome Augen hatten. Zudem war Liebau in die Zwillingsforschung am KZ Auschwitz-Birkenau involviert. Nach seiner Tätigkeit im KWI-A war Liebau kurzzeitig während des Deutsch-Sowjetischen Krieges eingesetzt und danach als leitender Mediziner beim Höheren SS- und Polizeiführer Odilo Globocnik in der Operationszone Adriatisches Küstenland. Gegen Kriegsende musste ihm ein Arm amputiert werden.
Nach Kriegsende war Liebau in Nürnberg in alliierter Internierungshaft. Nach seiner Entlassung arbeitete Liebau als Vertreter für homöopathische Präparate und eröffnete in Hannover eine homöopathische Praxis.